# Dschinghis Khan
Dschinghis Khan (с нем. — «Чингисхан») — западногерманская диско-группа, созданная в 1979 году музыкальным продюсером Ральфом Зигелем в ФРГ, для участия в международном песенном конкурсе «Евровидение», где заняла четвёртое место. Наиболее известна исполнением таких песен, как «Dschinghis Khan», «Moskau», «Rocking son of Dschinghis Khan».
Многие песни группы посвящены экзотике и стереотипам о разных странах: Латинской Америке, России, Монголии, Израиле, Ближнем Востоке.

## История

### 1979—1985
Группа Dschinghis Khan в составе Вольфганга и Генриетты Хайхелей, Эдины Поп, Стива Бендера, Лесли Мандоки и Луиса Хендрика Потгитера была создана в ФРГ, в городе Мюнхен, немецким музыкальным продюсером Ральфом Зигелем специально для участия в европейском конкурсе «Евровидение-1979», на котором заняла 4-е место, что принесло коллективу всемирную известность. После успеха на конкурсе песня «Dschinghis Khan» занимала первые места в немецких музыкальных чартах в течение четырёх недель. За ней последовали другие хиты («Moskau», «Rocking son of Dschinghis Khan»), большинству из которых группа выпустила параллельно англоязычные версии. О группе пишут в СМИ. За необычайную хореографию и яркие сценические образы группа получила в 1980 году немецкую телевизионную премию «Bambi». Кроме Германии, группа Dschinghis Khan была популярна в Советском Союзе, Японии, Австралии и Израиле, где они были единственными немецкими музыкальными исполнителями, которые до настоящего времени занимали первые места в хит-парадах.
Группа должна была в 1980 году исполнить песню «Moskau» в СССР во время летних Олимпийских игр 1980 года в Москве, однако в связи с бойкотом Олимпиады многими западными странами, в том числе и ФРГ, выступить в СССР группе не удалось.
В 1981 году Стив Бендер был вынужден покинуть группу по состоянию здоровья.
Группа продолжает свой успех в чартах и у публики с выпуском новых синглов, таких как «Hadschi Halef Omar», «Rom», «Pistolero» или «Loreley», но после меняет свой имидж. Продюсер, создавший группу — Ральф Зигель — выпускает с группой новый альбом, который оказался провальным, это уже не танцевальный поп, модный в то время, а иногда даже ближе к народной музыке, например сингл «Dudelmoser». Успех стал покидать группу. Лишь в 1983 году она кратковременно добилась успеха с мюзиклом Corrida и одноимённым альбомом.
В 1985 году группа распалась после выхода последних синглов «Himalaja» (1984) и «Mexico» (1985).
В книге Валентина Фёдорова «ФРГ : 80-е годы» (1988 год, издание второе) автор, говоря об отношении немцев к России, среди прочего пишет (не называя группу): «„Россия — прекрасная страна !“ — поётся в песне известного западногерманского ансамбля.»

#### Отношение советской цензуры к группе
В юмористической передаче советского телевидения «Вокруг смеха» примерно в 1983 году был показан номер «Операция на сердце», в котором были использованы мелодии песен разных исполнителей. Среди других был использован и мотив песни «Dschinghis Khan» . При повторном показе передачи через некоторое время это место было вырезано из показываемого номера.
Даже осенью 1989 года в отделе звукозаписи «дома бытового обслуживания» одного из областных центров РСФСР запись на 60-минутную аудиокассету заказчика песен группы «Чингисхан» нельзя было заказать официально, по объявленным расценкам. Работник отдела звукозаписи запрашивал за это 10 советских рублей и записывал группу «Чингисхан» на аудиокассету заказчика только неофициально, без оформления заказа.

### 1986—2005
В 1986 году произошло краткое воссоединение некоторых участников группы под названием Dschinghis Khan Family. Из первоначального состава остались только Генриетта Хайхель (вокал), Лесли Мандоки (ударные) и Луис Хендрик Потгитер (клавишные). С синглом «Wir gehören zusammen» они снова решили побороться на конкурсе «Евровидение», но в национальном отборе конкурса заняли второе место, уступив право представлять Германию на конкурсе «Евровидение» певице Ингрид Петерс, которая впоследствии в финале конкурса «Евровидение-1986» заняла 8-е место. В 1995 году Стив Бендер, Эдина Поп и Лесли Мандоки появились вместе на японском телевидении. В результате там было создано множество ремиксов и попурри из известных хитов.
Члены группы пошли разными путями после расставания. В 1986 году после десятилетнего брака развелись Вольфганг Хайхель и Генриетта Штробель. Луис Хендрик Потгитер умер в 1994 году в Порт-Элизабет в Южной Африке, от СПИДа. Лесли Мандоки продолжал музыкальную карьеру и успешно работал продюсером и музыкантом. Эдина Поп продолжала петь и записывать диски, принимала участие в различных радио-хит-парадах. Стив Бендер работал музыкальным продюсером в Мюнхене.

### Воссоединение. 2005—2019
Стив Бендер был движущей силой выступления воссоединения Dschinghis Khan, проведенного 17 декабря 2005 года в Москве в спортивном комплексе «Олимпийский» на фестивале «Легенды Ретро ФМ». Члены-основатели группы Стив Бендер, Эдина Поп, Генриетта Штробель (ранее Хайхель) и Вольфганг Хайхель с танцевальным коллективом в составе Штефана Трака, Эбру Каи и Даниэля Кеслинга представили зрителям большую часть хитов из первого альбома, выступив с большим успехом перед более чем 25 000 зрителей. Продюсером группы стал Хайнц Гросс.
В мае 2006 года Стив Бендер умер после продолжительной борьбы с раком. 
В 2006 Штефан Трак покинул танцевальную группу при Dschinghis Khan и начал сольный проект Rocking Son («Сын-рокер»), в группу Трака перешли Эбру Кая и Даниэль Кеслинг. Группа записала в 2007 году альбом Rising, в который вошли изменённые хиты Dschinghis Khan.
Также в 2006 году был создан танцевальный коллектив при Dschinghis Khan — The Legacy of Genghis Khan («Наследие Чингисхана»), который начал выступать с группой. Состав коллектива периодически менялся за время своего существования.
В 2007 году Dschinghis Khan выпускает альбом 7 Leben который содержит 8 новых песен и перезаписанные 7 песен-хитов из альбома 1979 года Dschinghis Khan в новых аранжировках. Новые песни не были написаны продюсером Ральфом Зигелем, однако, автор старых хитов группы Бернд Майнунгер был привлечён к проекту. Песни «Temudschin» и «In der Mongolei» были выпущены в качестве рекламных синглов для радиостанций.
В интервью 2010 года телеведущей ТВЦ Александре Глотовой, продюсер группы с 2005 года Хайнц Гросс рассказал, что в 1980-е годы группа Dschinghis Khan была в СССР под запретом и обвинялась в антикоммунизме, что не соответствовало действительности.
В 2014 году Вольфганг Хайхель покидает группу. Из оригинального состава в группе остались Эдина Поп и Генриетта Штробель. В том же году прекратила существование танцевальная группа The Legacy of Genghis Khan, часть участников коллектива — Клаус Купрайт, Йоханнес Купрайт и Лэм Вират Пхетной вошли в состав группы Dschinghis Khan, а в 2016 году к ним присоединилась Ангелика Эрлахер.
В преддверии Чемпионата мира по футболу 2018 автор песни «Moskau» Ральф Зигель, решил сделать новую версию своей композиции и таким образом пригласить весь мир на футбольный праздник в Россию. В новом изложении хит звучит на четырёх языках, в том числе и русском. В проекте принял участие британо-немецкий поп-исполнитель Джей Кхан. Он спел песню на английском и немецком языках, российский певец Александр Малинин и его дочь Устинья спели свою часть на русском, а мексиканский тенор Хорхе Хименес и его партнёрша по дуэту Марифер Медрано — на испанском. Одна из версий песни — это попурри на четырёх разных языках.
В 2019 году, группа Dschinghis Khan в Москве записала видеоклип на песню «Moskau», спустя 40 лет после её выхода. Запись клипа проходила на Красной площади, на фоне храма Василия Блаженного.
Последнее выступление Dschinghis Khan на большой сцене, как и первое после воссоединения, состоялось в России на «Легендах Ретро FM» в 2019 году. 21 декабря в Санкт-Петербурге группа приняла участие в фестивале.
Dschinghis Khan часто приезжал в Россию. Помимо концертов в городах РФ, группа принимала участие в фестивалях «Легенды Ретро FM» (2005, 2007, 2014, 2019) и проекте «Авторадио» — «Дискотека 80-х» (2008, 2011, 2016).
12 сентября 2020 года в результате ДТП погиб участник группы Йоханнес Купрайт.

### Dschinghis Khan Вольфганга Хайхеля и Штефана Трака (2018—2021)
6 апреля 2018 года была выпущена песня «We love football», которая была записана Вольфгангом Хайхелем и появилась под брендом Dschinghis Khan.
Летом 2018 года произошла встреча Вольфганга Хайхеля и Штефана Трака, участника танцевальной группы при Dschinghis Khan в 2005—2006 годах. Они решили объединиться и выступать вместе как Dschinghis Khan. Рене Маричал Наварро стал продюсером и менеджером коллектива. С августа группа выступала на сцене под названием Dschinghis Khan. В ноябре к коллективу присоединились Лейла Меликли (Меликова) и Денис Логинов, позже и Татьяна Герасимова.
25 ноября 2018 группа выступила на фестивале «Дискотека 80-х», организованным российской радиостанцией «Авторадио» в «Олимпийском» в Москве перед 25 000 зрителей.
В феврале 2019 года Dschinghis Khan участвовал в шоу «Дискотека 80-х» в Берлине.
В июне 2019 года группа была впервые гостем на Дрезденском оперном балу в Санкт-Петербурге, на котором презентовала новые песни, а также исполнили старые хиты.
14 июня 2019 года (спустя ровно 40 лет после выхода сингла «Moskau») вышел новый сингл группы в сотрудничестве с продюсером Луисом Родригесом под названием «Die Strassen Von Paris».
В рамках тура, приуроченного к 40-летию Dschinghis Khan, коллектив выступал в Черкесске, Сочи, Якутске, Казани, Екатеринбурге, Соликамске, Санкт-Петербурге, а также в Казахстане.
В феврале 2020 года Dschinghis Khan участвовал в шоу «Дискотека 80-х» в Штутгарте.
25 ноября 2020 года вышел сингл «Istabul», а 10 декабря того же года в России состоялся выпуск альбома Here We Go, над которым группа работала с сентября 2018 года. Альбом содержит в себе 4 новые песни (в том числе сингл «Istabul»), 2 версии сингла «Die Strassen Von Paris» и перезаписанные в новых аранжировках 5 песен (из которых 4 песни — хиты альбома Dschinghis Khan 1979 года и одна песня из альбома 7 Leben 2007 года). Выпуск альбома Here We Go в мире состоялся 17 февраля 2021 года.
Осенью 2021 года стало известно, что Вольфганг Хайхель покинул группу и начал сольную деятельность.

## Право использования названия группы
Словесное обозначение и логотип с названием группы — Dschinghis Khan зарегистрированы в качестве товарных знаков в Германии. Владельцем с 2021 года является основатель и первый продюсер Dschinghis Khan Ральф Зигель.
На территории Российской Федерации правообладателем товарного знака Dschinghis Khan является компания Dschinghis Khan Music Ltd, которая создана бывшим участником танцевального коллектива воссоединенного состава группы Dschinghis Khan и действующим участником Dschinghis Khan, образованного в 2018 году — Штефаном Траком.

## Составы группы

### Оригинальный состав
- Вольфганг Хайхель (род. 4 ноября 1950 года в Мейсене)
- Эдина Поп (род. 4 февраля 1941 года в Будапеште, Венгрия)
- Генриетта Хайхель (род. 13 ноября 1953 года в Амстелвене, Нидерланды)
- Лесли Мандоки (род. 7 января 1953 года в Будапеште, Венгрия)
- Луис Хендрик Потгитер † (род. 4 апреля 1951 года в Претории, Южная Африка, умер 12 ноября 1994 года в Порт-Элизабет, Южная Африка)
- Стив Бендер † (род. 2 ноября 1946 года в Майнце, умер 7 мая 2006 года в Мюнхене)

### Воссоединённый состав (2005—2019)
| Участник           | Годы      | Сценическое имя и роль |
| ------------------ | --------- | ---------------------- |
| Эдина Поп          | 2005—2019 | Жена хана              |
| Генриетта Штробель | 2005—2019 | Еттэ. Жена хана        |
| Клаус Купрайт      | 2006—2019 | Принц Игай. Сын хана   |
| Йоханнес Купрайт † | 2011—2019 | Эгёдай. Сын хана       |
| Лэм Вират Пхетной  | 2014—2019 | Ясса. Воин             |
| Ангелика Эрлахер   | 2016—2019 | Эльтуя. Дочь хана      |

Бывшие участники:
- Стив Бендер † (2005—2006)
- танцевальная группа (2005—2006)
- Вольфганг Хайхель (2005—2014)
- The Legacy of Genghis Khan (2006—2014)

### Состав Вольфганга Хайхеля и Штефана Трака (2018—2021)
- Вольфганг Хайхель
- Штефан Трак
- Лейла Меликли (Меликова)
- Денис Логинов (Деон Лог)
- Татьяна Герасимова

## Дискография
- 1979 — Dschinghis Khan
- 1980 — Rom, Viva[26]
- 1981 — Wir Sitzen Alle Im Selben Boot
- 1982 — Helden, Schurken Und Der Dudelmoser
- 1983 — Corrida
- 1993 — Huh Hah Dschinghis Khan
- 1998 — Die Großen Erfolge [CD 3]
- 1999 — The History Of Dschinghis Khan
- 1999 — Forever Gold
- 2004 — The Jubilee Album
- 2007 — 7 Leben
- 2020 — Here We Go